# 송계만록
송계만록(松溪漫錄)은 권응인이 저술한 시(詩),화(畵),이야기등과 관련한 문집(文集)이다.

## 여류시인
송계만록의 여류시인들
- 승이교(勝二喬)

추야유감(秋夜有感)
江陽館裏西風起
後山欲醉前江淸
紗窓月白百蟲咽
孤枕衾寒夢不成
- 무명의 여류시인(어우동으로 추측된다고 한다.)

부여회고(扶餘懷古)
白馬臺空經幾歲  백마대 텅빈 지 몇 해가 지났는고
落花巖立過多時  낙화암은 선채로 많은 세월 지났네.
靑山若不曾緘黙  청산이 만약 침묵하지 않았다면
千古興亡問可知  천고의 흥망을 물어서 알 수 있으련만
- 이옥봉(李玉峰)

몽혼(夢魂)
近來安否問如何
月到紗窓妾恨多
若使夢魂行有跡
門前石路半成沙

## 같이 보기
- 대동시선